# Цицибур-Малы
Цицибур-Малы (пол. Cicibór Mały) — деревня в Бяльском повете Люблинского воеводства Польши. Входит в состав гмины Бяла-Подляская. По данным переписи 2011 года, в деревне проживало 139 человек.

## География
Деревня расположена на востоке Польши, на левом берегу реки Клюкувки, на расстоянии приблизительно 5 километров к северу от города Бяла-Подляска, административного центра повета. Абсолютная высота — 142 метра над уровнем моря. К востоку от населённого пункта проходит региональная автодорога 811.

## История
В конце XVIII века Цицибур-Малы входил в состав Берестейского повета Берестейского воеводства Великого княжества Литовского. Согласно «Справочной книжке Седлецкой губернии на 1875 год» деревня входила в состав гмины Ситник Бельского уезда Седлецкой губернии. В период с 1975 по 1998 годы входила в состав Бяльскоподляского воеводства.

## Население
Демографическая структура по состоянию на 31 марта 2011 года:
|         | Всего | До трудоспособного возраста | Трудоспособного возраста | Старше трудоспособного возраста |
| ------- | ----- | --------------------------- | ------------------------ | ------------------------------- |
| Мужчины | 70    | 17                          | 42                       | 11                              |
| Женщины | 69    | 20                          | 34                       | 15                              |
| Всего   | 139   | 37                          | 76                       | 26                              |